# Ramon Montesinos Calaf
Ramon Montesinos Calaf (Barcelona, 31 de maig del 1943 - Alella, 29 de desembre de 2010) fou un futbolista català dels anys 1960.

## Trajectòria
Es formà a les categories inferiors del Futbol Club Barcelona, passant pel CD Comtal i jugant tres temporades al primer equip durant les temporades 1963-64 i 1965-67, amb una temporada i mitja cedit al CA Osasuna. Al Barça jugà 75 partits i va fer cinc gols, guanyant la Copa de Fires de la temporada 1965-66.
La temporada 1967-68 fitxà pel CE Sabadell, que jugava a la primera divisió espanyola. Disputà 142 partits i marcà 6 gols a Primera. La temporada 1968-69 finalitzà en quarta posició amb el conjunt arlequinat per darrere de Real Madrid, Las Palmas i Barcelona, la millor classificació a la història del club i la temporada següent disputà la Copa de Fires, competició que ja havia guanyat amb el Barça.